# Phạm Văn Tiến
Phạm Văn Tiến (sinh ngày 30 tháng 4 năm 1993) là một cầu thủ bóng đá người Việt Nam hiện đang thi đấu ở vị trí thủ môn cho câu lạc bộ V.League 2 Bà Rịa Vũng Tàu.

## Danh hiệu
Becamex Bình Dương
- Á quân Siêu cúp bóng đá Việt Nam: 2019

U23 Việt Nam
- Huy chương đồng SEA Games: 2015